# Actually
Actually är Pet Shop Boys andra studioalbum, utgivet 7 september 1987. På albumet samarbetade duon med flera olika producenter och gästartister, bland andra Stephen Hague, Julian Mendelsohn, Dusty Springfield, Angelo Badalamenti, Ennio Morricone. 
Actually finns med i boken 1001 Album du måste höra innan du dör.

## Låtlista
1. One More Chance
2. What Have I Done To Deserve This?
3. Shopping
4. Rent
5. Hit Music
6. It Couldn't Happen Here
7. It's A Sin
8. I Want To Wake Up
9. Heart
10. King's Cross

Alla låtar är skrivna av Neil Tennant och Chris Lowe förutom 1 skriven av Neil Tennant, Chris Lowe och Bobby Orlando, 2 skriven av Neil Tennant, Chris Lowe och Allee Willis och 6 skriven av Chris Lowe, Ennio Morricone och Neil Tennant.